# Experimental Breeder Reactor I

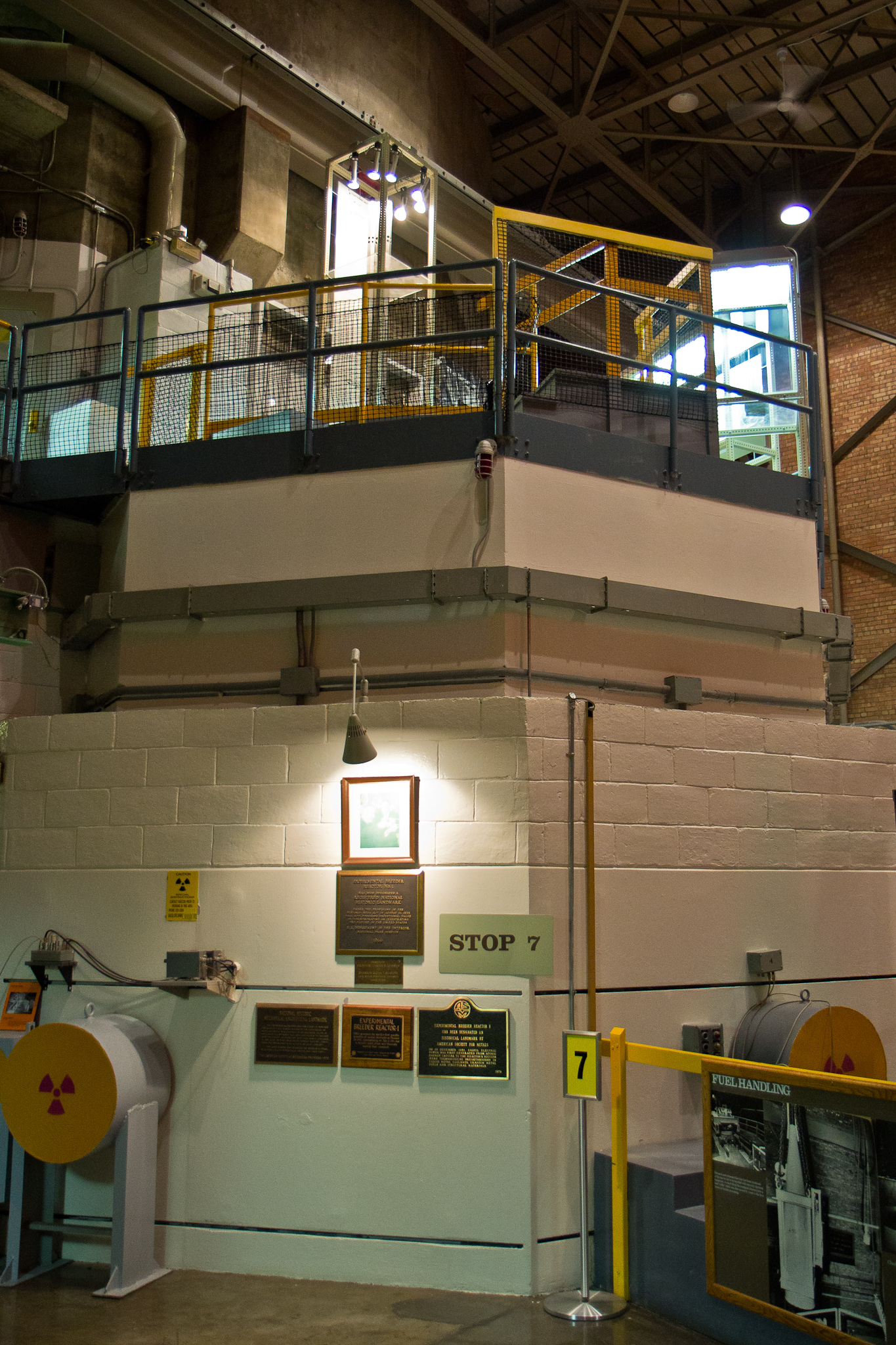
EBR-1 v roce 2012

Experimentální množivý reaktor EBR-1 (Experimental Breeder Reactor) je z provozu vyřazené výzkumné jaderné zařízení v USA. Nachází se v poušti, 29 km jihovýchodně od města Arco v Idaho a 82 km severozápadně od města Idaho Falls. EBR-1 byl prvním jaderným zařízením na světě, které vyrobilo elektřinu. 20. prosince 1951 v 1:50 dodával EBR-1 dostatek energie pro rozsvícení čtyř 200 W žárovek. Následně vyráběl dostatek elektřiny k napájení celé své budovy. Experimenty zde probíhaly až do roku 1964, kdy byl reaktor vyřazen z provozu. 

## Historie
Konstrukce jaderného zařízení EBR-1 začala koncem roku 1949 a byla součástí Národní reaktorové testovací stanice (the National Reactor Testing Station, dnes Idaho National Laboratory). Reaktor byl instalován na začátku roku 1951 jako první reaktor v Idaho.
Hlavním účelem výstavby reaktoru EBR-1 ovšem nebyla výroba elektřiny, ale snaha o potvrzení teorie Enrica Fermiho, že lze vytvořit množivý reaktor. Tato teorie byla potvrzena v roce 1953, kdy experimenty prokázaly, že reaktor během štěpení produkuje další (jiné) palivo.
Konstruktérem byl Walter Zinn, spolupracovník Enrica Fermiho z projektu Manhattan. Reaktor a jeho zásadní části byly sestrojeny v Chicagu, ostatní součásti byly vyrobeny a sestaveny na místě tamními dělníky. Vzniklo tak zřejmě nejrychleji finančně návratné a enormně efektivní výzkumné zařízení v jaderném průmyslu na světě.

## Konstrukce

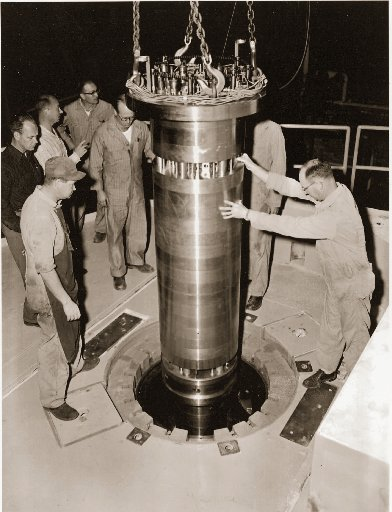
instalace reaktorové nádoby

Konstruktéři tohoto projektu přišli s velmi odvážným nápadem – chlazením tekutým kovem. Byla použita slitina sodíku a draslíku, NaK. Důvodem byla snaha, aby neutrony uvolněné z paliva chladivem prošly a zachycením na atomech tzv. breeding blanket (množivá zóna z přírodního uranu) vytvořily další palivo.
NaK při kontaktu s vodou či vzduchem okamžitě hoří, bylo tedy potřeba dbát na naprostou těsnost parogenerátorů. Za celou dobu provozu reaktoru EBR-1 a jeho následovníka EBR-2 nedošlo k jedinému úniku páry do kovového chladiva.
Aktivní zónu velikosti fotbalového míče tvořilo 169 palivových tyčí velkých přibližně jako tužka. Tuto aktivní zónu obklopovalo 192 tyčí přírodního uranu, který měl být základem pro nové palivo. Další vrstvou byly tlusté tlustostěnné cihly z přírodního uranu usazené na hydraulickém zvedáku, které sloužily k havarijnímu odstavení. 

## Provozní zkušenosti

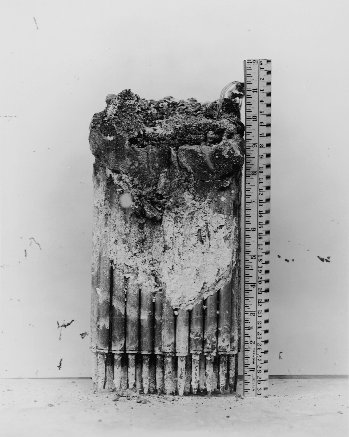
Jádro EBR-I po jeho částečném roztavení v roce 1955.

Časem se při najíždění na požadovaný výkon začala objevovat anomálie. Reaktor se na okamžik vychýlil na větší výkon, načež se ustálil na požadovaném výkonu. Fyzikové pojali podezření, že se jedná o mechanický problém způsobený například teplotní roztažností a ohýbáním materiálu. Zažádali tedy o povolení k experimentu, který by jejich domněnky potvrdil či vyvrátil. Protože se již chystal reaktor EBR-2 a bylo potřeba odstranit všechny možné problémy, experiment byl povolen.
29. listopadu 1955 proběhl experiment, kdy reaktor najel na výkon, ale bez nuceného odvodu tepla. Tekutý kov neproudil. Experiment trval 500 s, reaktivita se zvětšovala stále rychleji. Byl vydán příkaz k nouzovému odstavení, tzv. SCRAMu, avšak všichni členové směny byli v takovém šoku, že nedokázali příkaz vykonat a došlo k částečnému tavení aktivní zóny.
Během dvou let oprav bylo zjištěno, že došlo k nabobtnání palivových proutků, a ne k jejich roztavení a zformování do náhodného útvaru, který by mohl být znovu kritický. To bylo zásadní zjištění pro inherentní bezpečnost (danou fyzikálními zákony) rychlých jaderných reaktorů chlazených tekutými kovy. Znamená to, že v případě tavení aktivní zóny se štěpná řetězová reakce sama zastaví.

## Závěr a současnost
EBR-1 byl prvním jaderným zařízením, které sloužilo k mírovému využití jaderné energie – k výrobě elektřiny. Také to byl první množivý reaktor, první reaktor chlazený tekutým kovem a první reaktor, který použil k výrobě elektřiny jako palivo plutonium. Během svého provozu v letech 1951-1964 dal základ pro mnoho znalostí a poznatků (nejen) z jaderné fyziky a provozování jaderných reaktorů. To vše za méně než tři miliony dolarů.
Dne 26. srpna 1966 jmenoval prezident Lyndon B. Johnson EBR-1 národní historickou památkou, a to na znamení jeho důležitosti pro rozvoj jaderné energetiky. V roce 1999 daroval kongres USA prostředky k zachování a obnovení EBR-1 jako veřejného muzea.